# Lhozhag
| Tibetische Bezeichnung                     |
| ------------------------------------------ |
| Tibetische Schrift: ལྷོ་བྲག་རྫོང་               |
| Wylie-Transliteration: lho brag rdzong     |
| Offizielle Transkription der VRCh: Lhozhag |
| THDL-Transkription: Lhodrak                |
| Andere Schreibweisen: Lhodrag              |
| Chinesische Bezeichnung                    |
| Vereinfacht: 洛扎县                        |
| Pinyin:Luòzhā Xiàn                         |

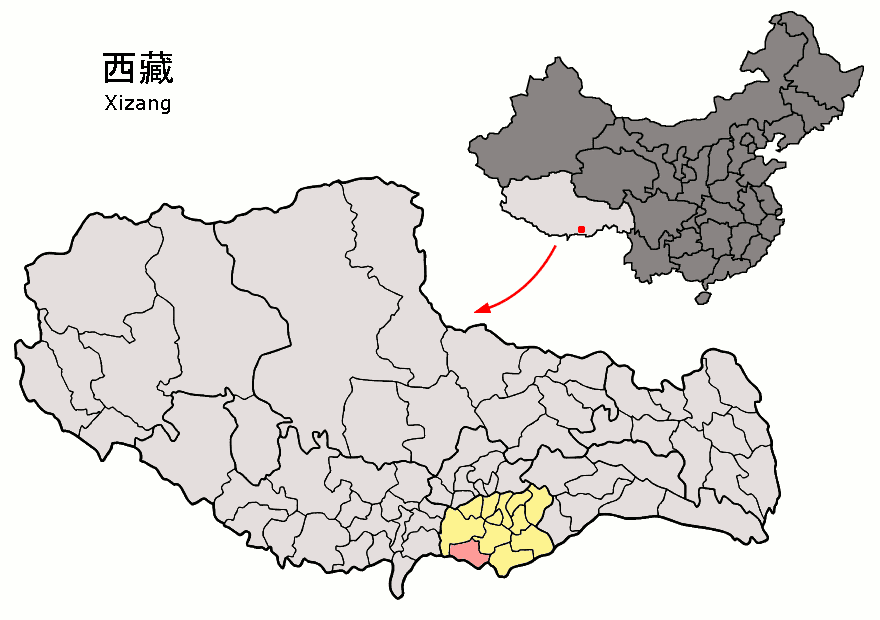
Lage des Kreises Lhozhag (rosa) im Regierungsbezirk Shannan (gelb)

Lhozhag (Lhodrag) ist ein Kreis des Regierungsbezirks Shannan des Autonomen Gebiets Tibet der Volksrepublik China. Die Fläche beträgt 4.346 Quadratkilometer und die Einwohnerzahl 19.865 (Stand: Zensus 2020). 1999 zählte er 18.091 Einwohner.

## Administrative Gliederung
Auf Gemeindeebene setzt sich der Kreis aus  zwei Großgemeinden und vier Gemeinden zusammen. Diese sind (Pinyin/chin.):
- Großgemeinde Luozha 洛扎镇
- Großgemeinde Lakang 拉康镇

- Gemeinde Zhari 扎日乡
- Gemeinde Se 色乡
- Gemeinde Shengge 生格乡
- Gemeinde Bianba 边巴乡

## Geschichte
Die Gyidui-Gräbergruppen der Tubo-Dynastie (chin. Jidui Tubo muqun) und das Serkagotog-Kloster (chin. Sekagutuo si) stehen seit 2001 auf der Liste der Denkmäler der Volksrepublik China.